# Karramiyya
La Karramiyya (in arabo كرّاميّه‎?, Karrāmiyya) è stata una setta presente all'interno del mondo islamico, fiorita nelle aree centrali e orientali del mondo islamico, in special modo nelle regioni iraniche, tra il IX secolo e il XIII secolo, allorché si verificarono le invasioni mongole.
La setta fu fondata da Abū ʿAbd Allāh Muḥammad b. Karrām (m. 896), un predicatore assai popolare nel Khurasan nel corso del IX secolo.

## Dottrina
La dottrina della Karrāmiyya era essenzialmente incentrata sul letteralismo coranico (bi-lā kayfa) e sulla concezione antropomorfista di Allah. Ibn Karrām credeva che Dio fosse una sostanza e che egli avesse quindi un corpo (jism) finito in certe direzioni quando entrava in contatto col suo Trono (ʿarsh).
La Karrāmiyya credeva anche che gli angeli Munkar e Nakīr fossero angeli custodi, posti alla destra e alla sinistra di ogni essere umano, mentre l'Islam ufficiale parla di questi ultimi definendoli qārin.
La Karrāmiyya pensava inoltre che il mondo fosse eterno e che il potere di Allāh fosse limitato.
Tali concezioni furono respinte da molti teologi sunniti e qualificate eretiche e infine sparirono dal dibattito. La Karrāmiyya operò in centri di culto e sostenne l'ascetismo.